# Protério de Alexandria
Protério de Alexandria (m. 457 d.C.) foi um Patriarca de Alexandria de 451 até o ano de sua morte. Ele foi eleito pelo Concílio de Calcedônia para substituir Dióscoro de Alexandria, deposto pelo mesmo concílio. 

## Biografia
Sua ascensão marca o começo do cisma de 451 entre os Patriarcas ortodoxos coptas e os ortodoxos gregos de Alexandria, que nunca foi totalmente resolvida. Como a Igreja de Alexandria era majoritariamente não calcedoniana, a deposição de Dióscoro, um não calcedoniano, do Patriarcado e a elevação de Protério, um calcedoniano, foi objeto de muitas resistências. No final, em 457 d.C., o partido não calcedoniano de Alexandria acabou elegendo Timóteo Eluro como Patriarca de Alexandria, disputando a posição com Protério, que acabou martirizado por um bando de monges coptas.
Ele é considerado um santo pela Igreja Ortodoxa, embora não seja sequer reconhecido como Patriarca pela Igreja Ortodoxa Copta, que reconhece Dióscoro e Timóteo como tendo sido os legítimos Papas durante seu reinado. 